# Província de Novara
La província de Novara  és una província que forma part de la regió del Piemont dins d'Itàlia. La seva capital és Novara.
És la setena província de la regió per extensió, i la quarta per població. Limita al nord amb la província de Verbano-Cusio-Ossola, nascuda en escindir-se de la de Novara el 1992, a l'oest amb la província de Vercelli també escindida de la de Novara el 1927. A l'est amb la ciutat metropolitana de Milà i la província de Varese i al sud amb la província de Pavia. La província de Novara és també un membre de la Regió Insubria i forma l'extrem occidental de la regió històrica i geogràfica d'Insúbria.
Té una àrea de 1.339 km², i una població total de 370.066 hab. (2016). Hi ha 88 municipis a la província.